# اویاک-رنو
اویاک-رنو (به انگلیسی: Oyak-Renault) یا کارخانه خودروسازی اویاک رنو، شرکت خودروسازی ترکیه‌ای است، که در سال ۱۹۶۹ با مشارکت شرکت فرانسوی رنو، شرکت اویاک (صندوق بازنشستگی نیروهای مسلح ترکیه) و یاپی کردی بانک راه‌اندازی شد.
دفتر مرکزی شرکت اویاک-رنو در شهر بورسا، ترکیه قرار دارد و بخشی از سهام آن در بازار بورس استانبول معامله می‌شود.
شرکت خودروسازی رنو با در اختیار داشتن ۵۱٪ از سهام این شرکت و اویاک با ۴۹٪ از سهام آن، بزرگترین سهام‌داران اویاک-رنو محسوب می‌شوند.

## مدل‌های گذشته و حال

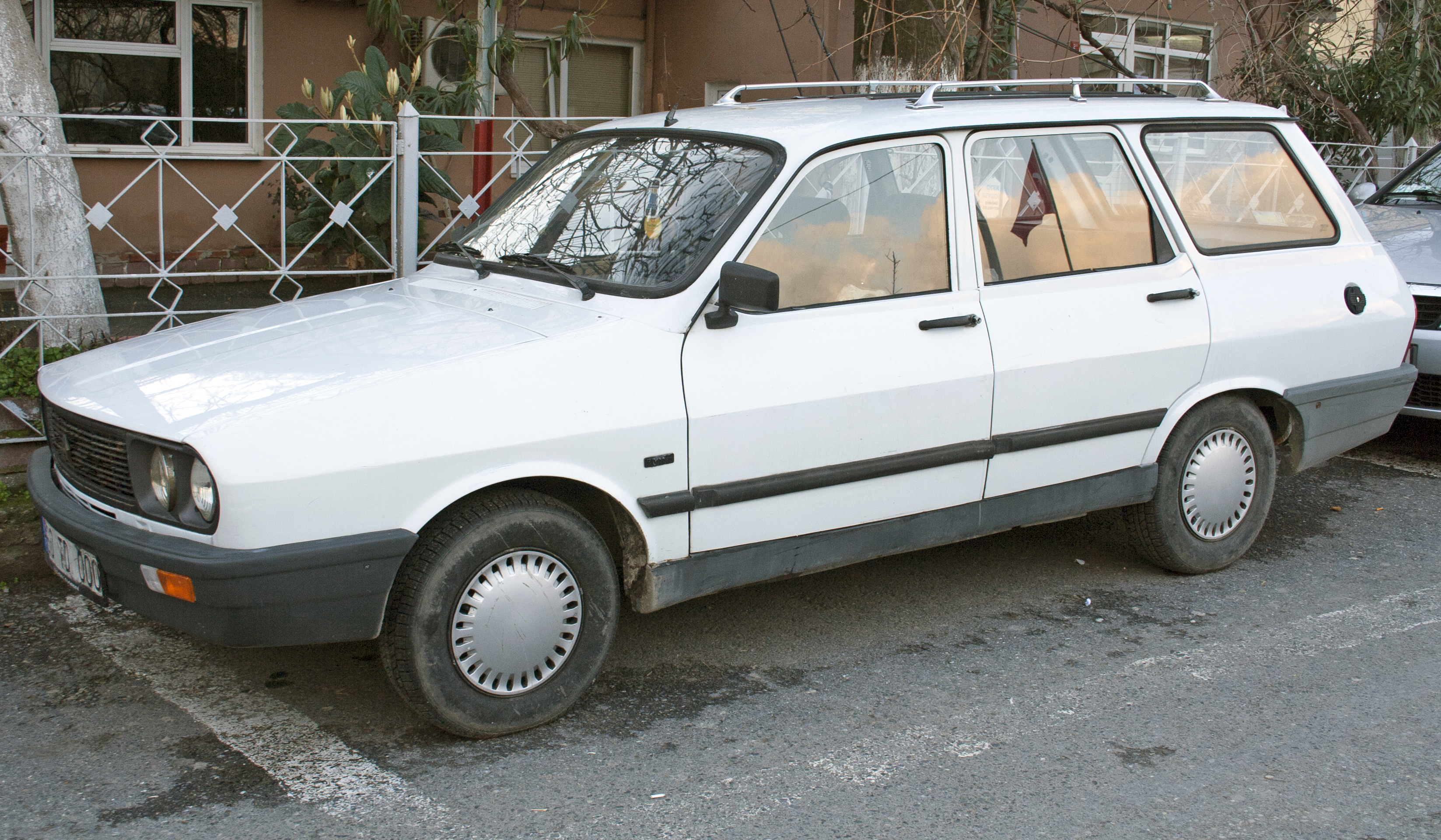
رنو ۱۲ ۱۹۷۱–۱۹۸۹ Renault 12 Toros ۱۹۸۹–۲۰۰۰
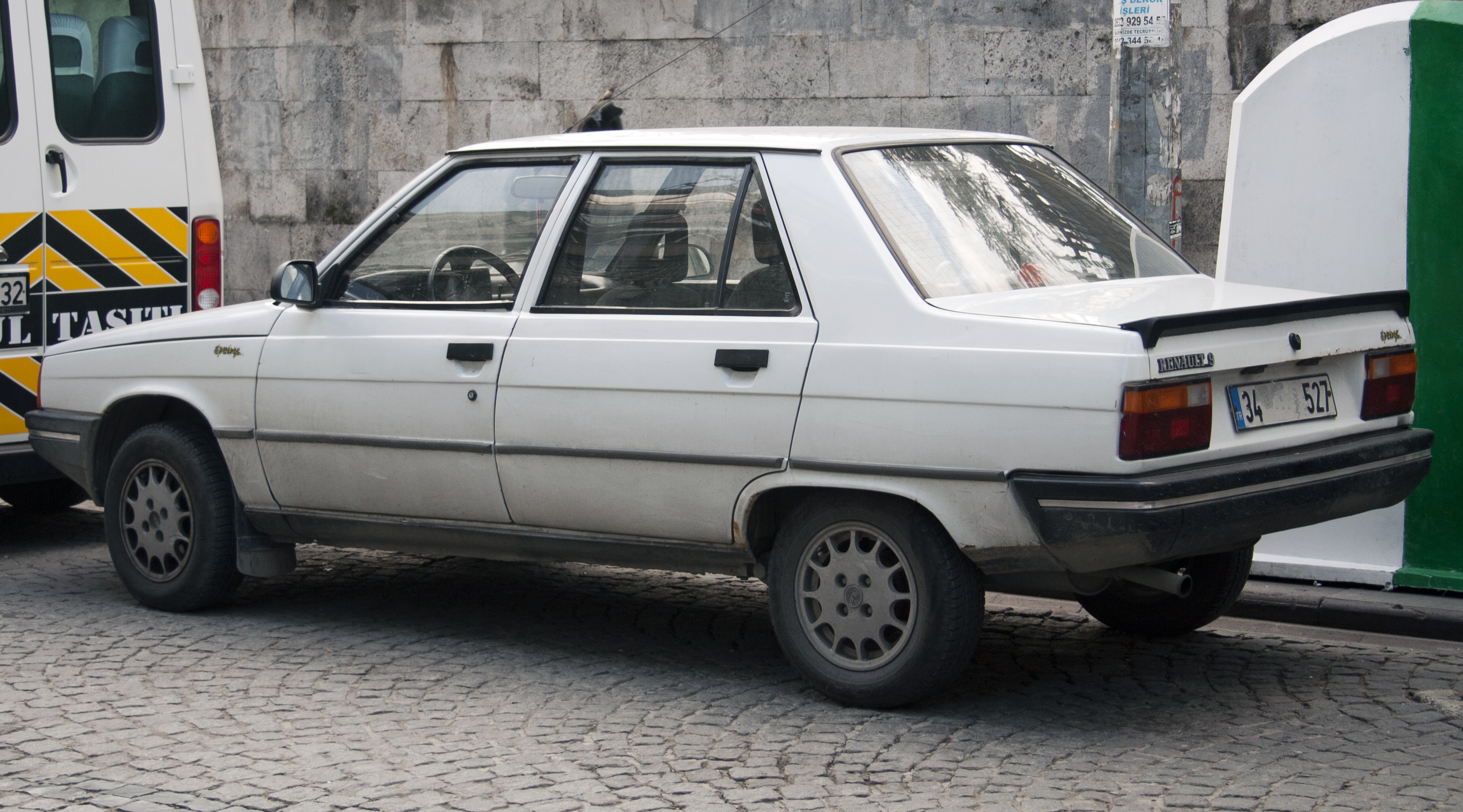
رنو ۹ و ۱۱ ۱۹۸۵–۲۰۰۰
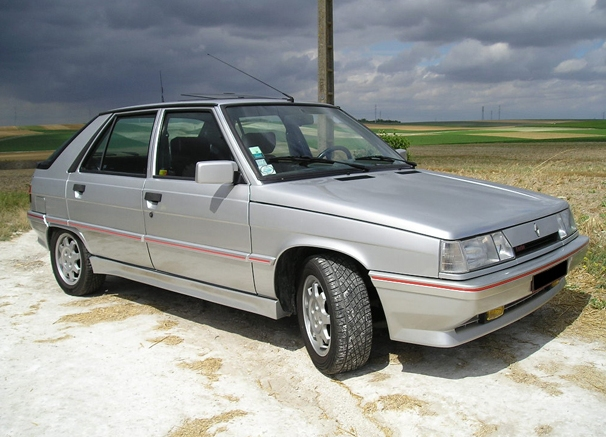
رنو ۹ و ۱۱ ۱۹۸۷–۱۹۹۶
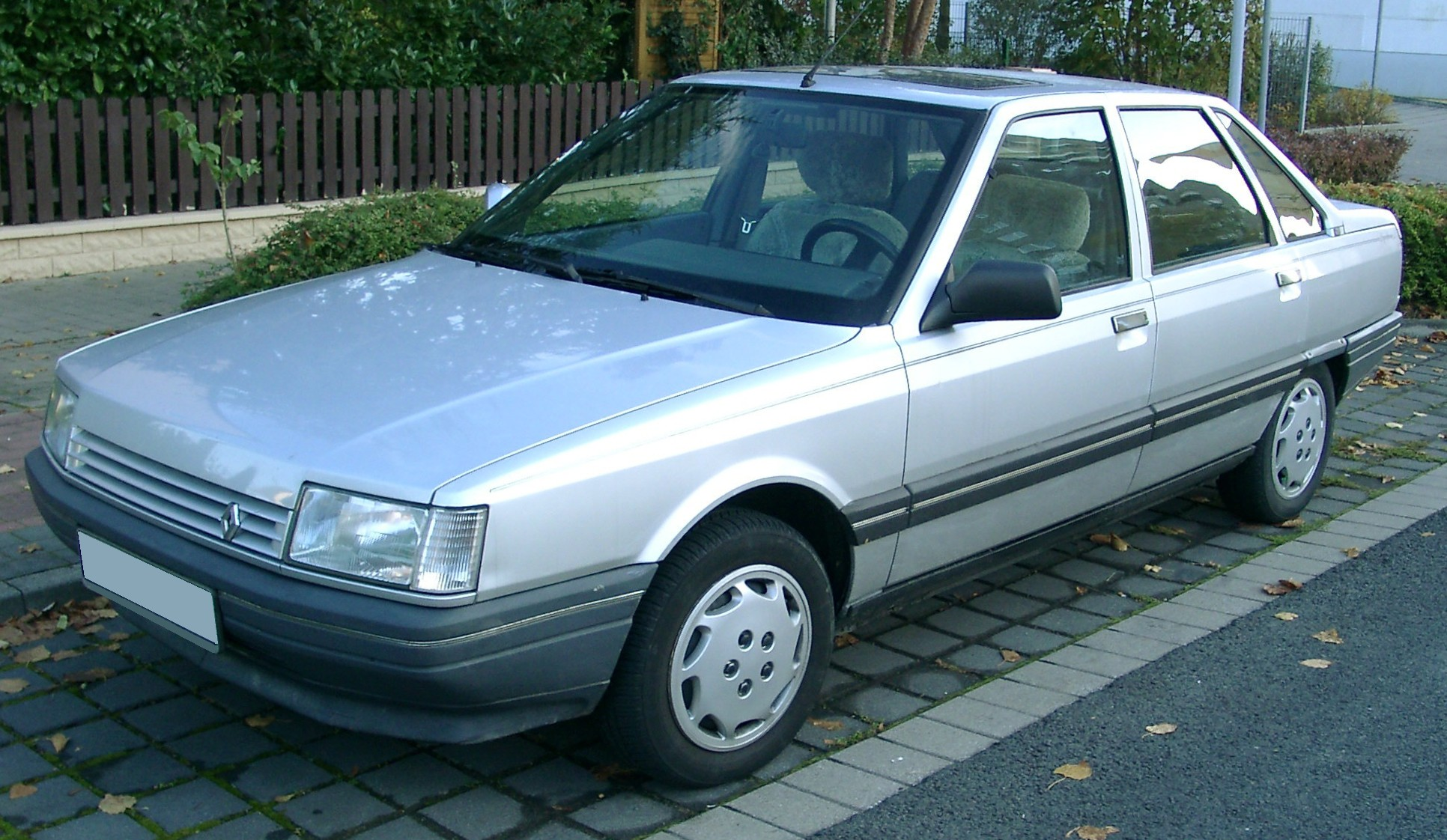
رنو ۲۱ ۱۹۹۰–۱۹۹۵
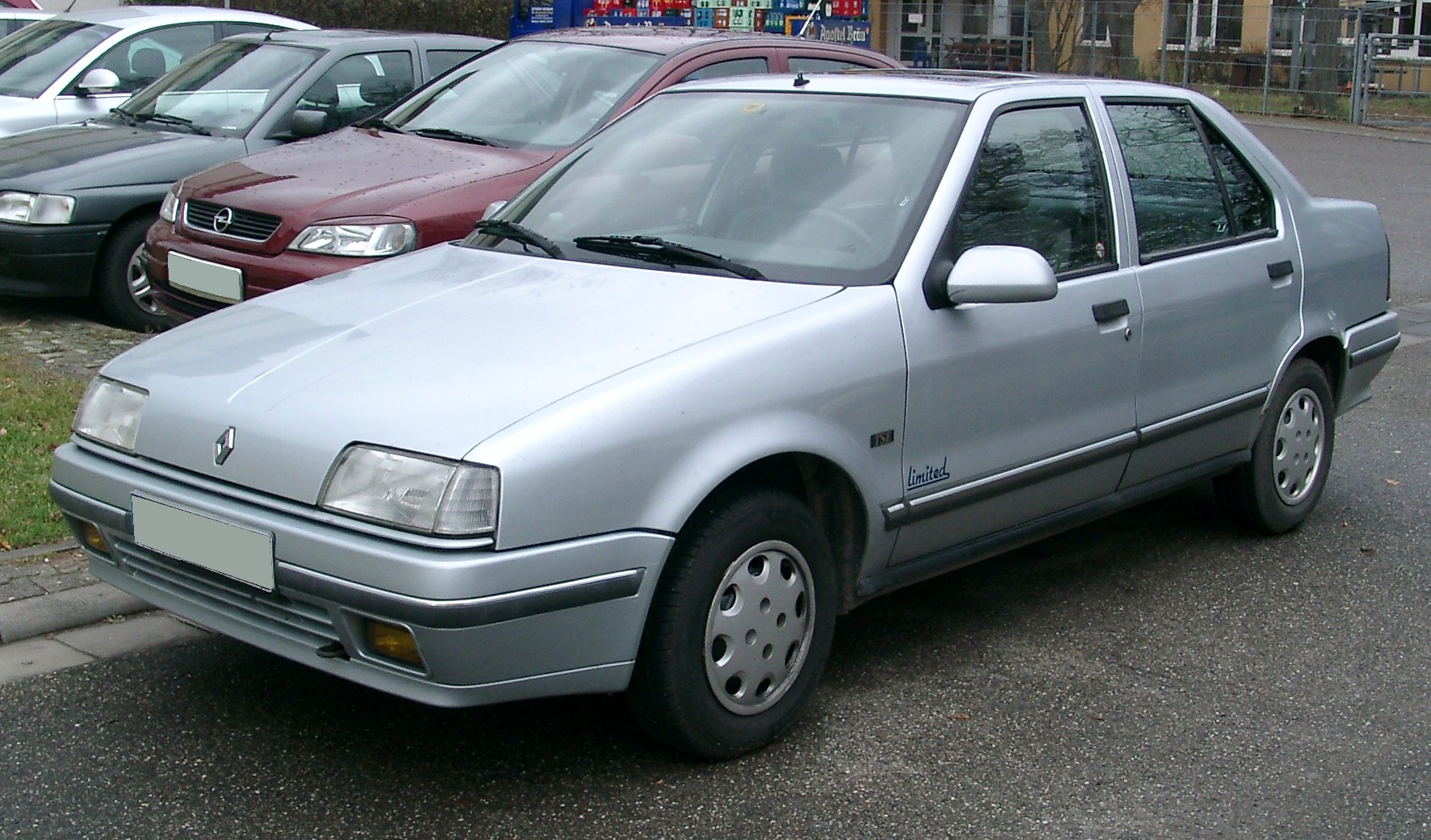
رنو ۱۹ ۱۹۹۲–۱۹۹۶
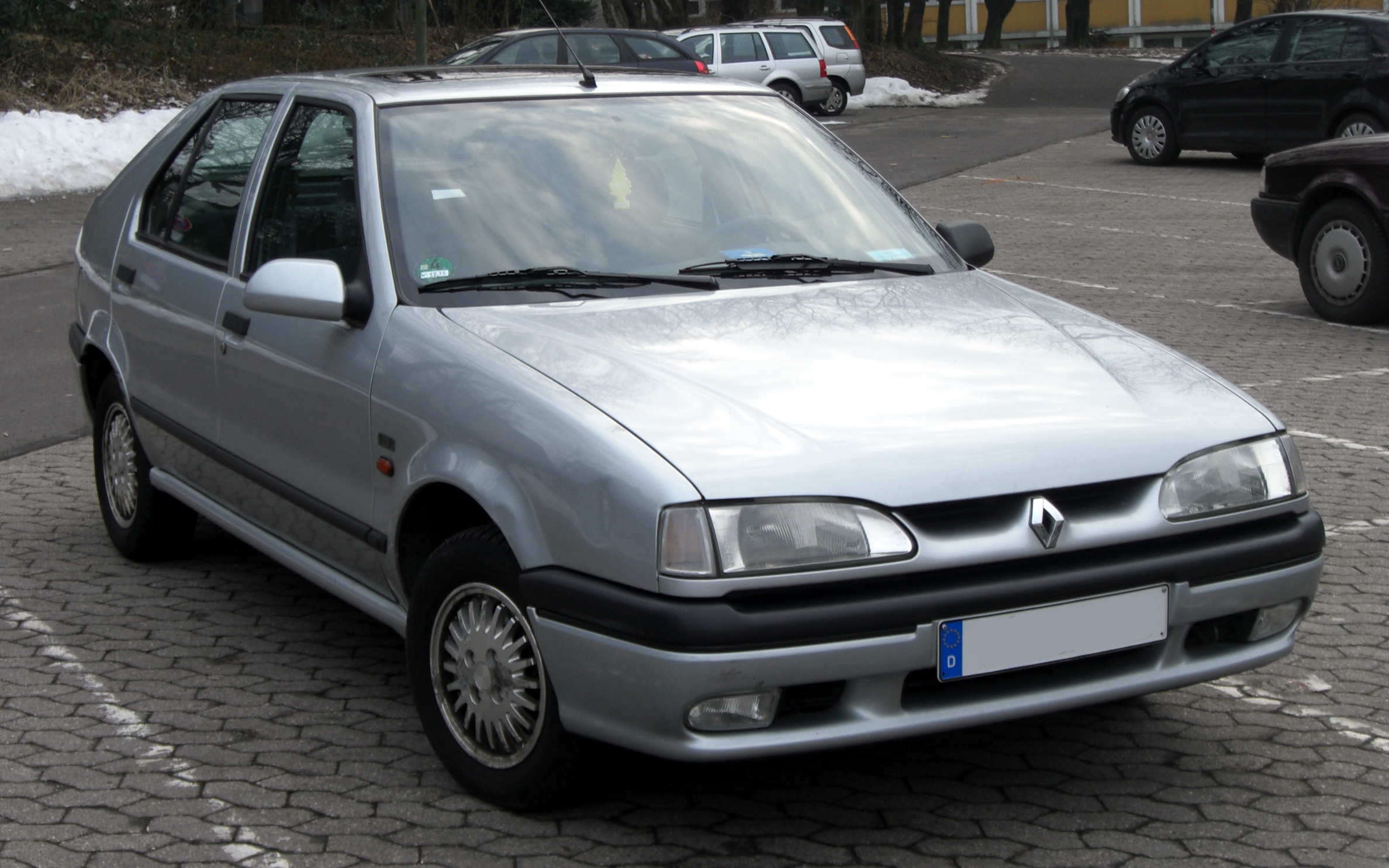
رنو ۱۹ ۱۹۹۶–۲۰۰۳
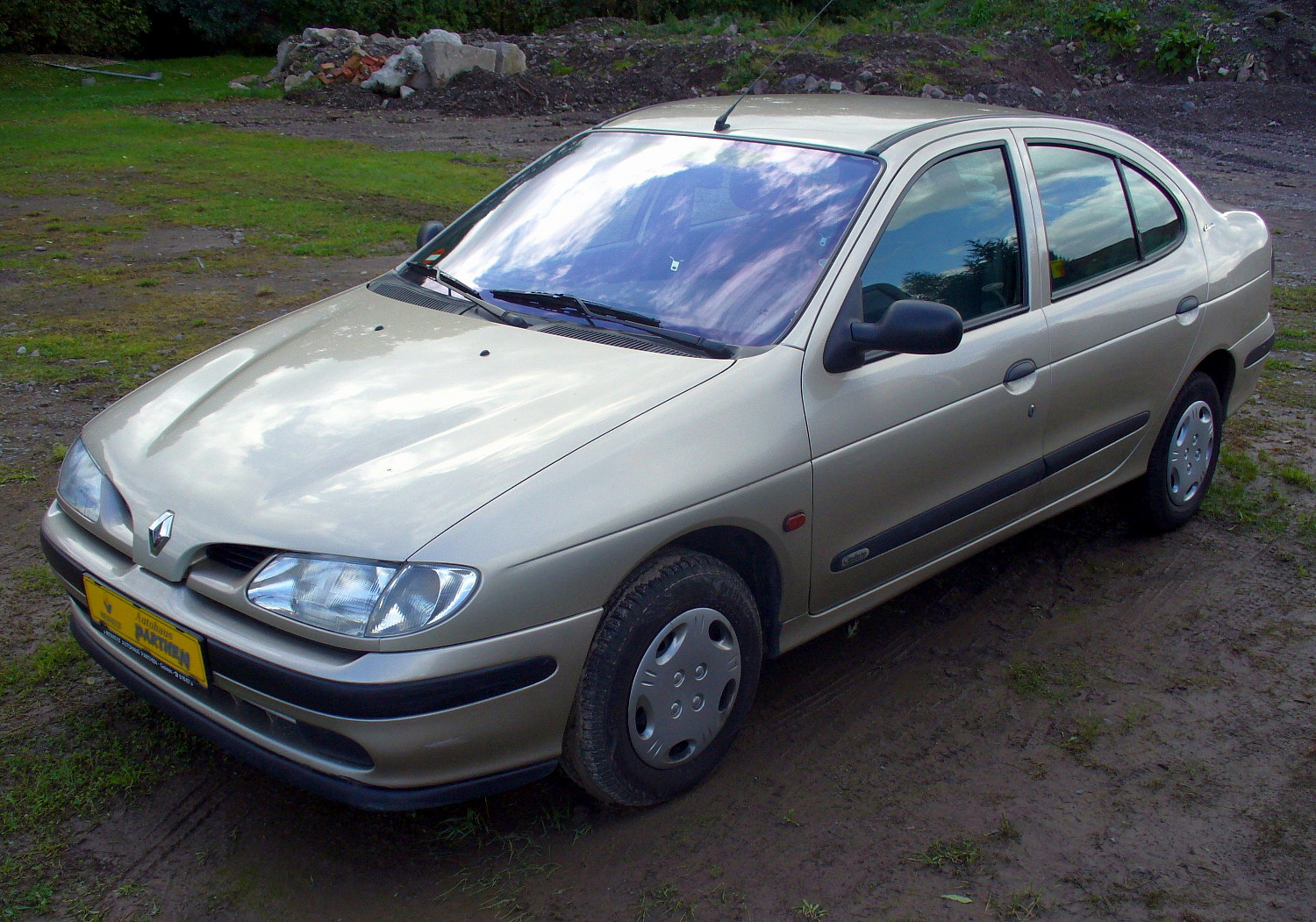
رنو مگان ۱۹۹۷–۲۰۰۳
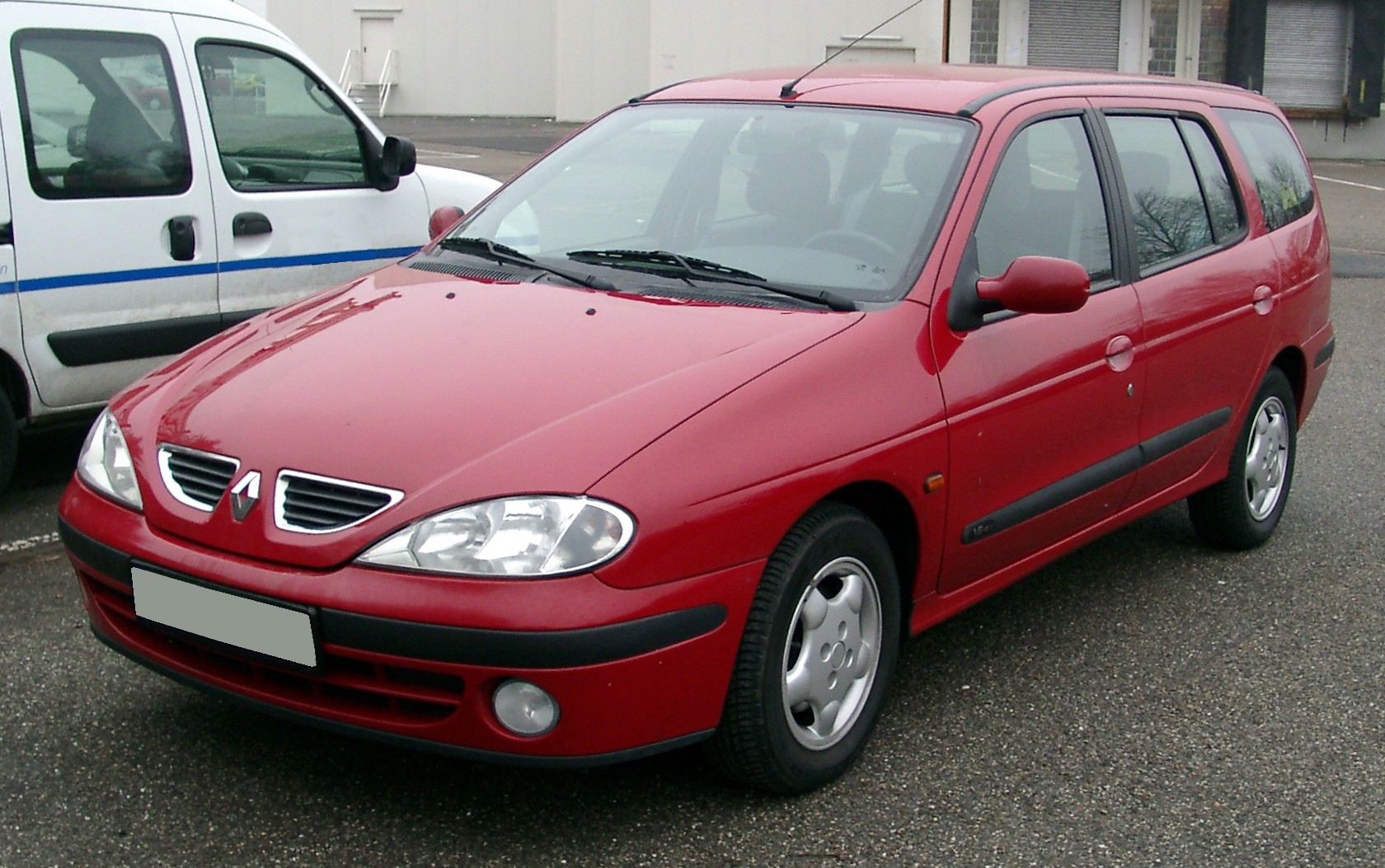
رنو مگان ۱۹۹۸–۲۰۰۳
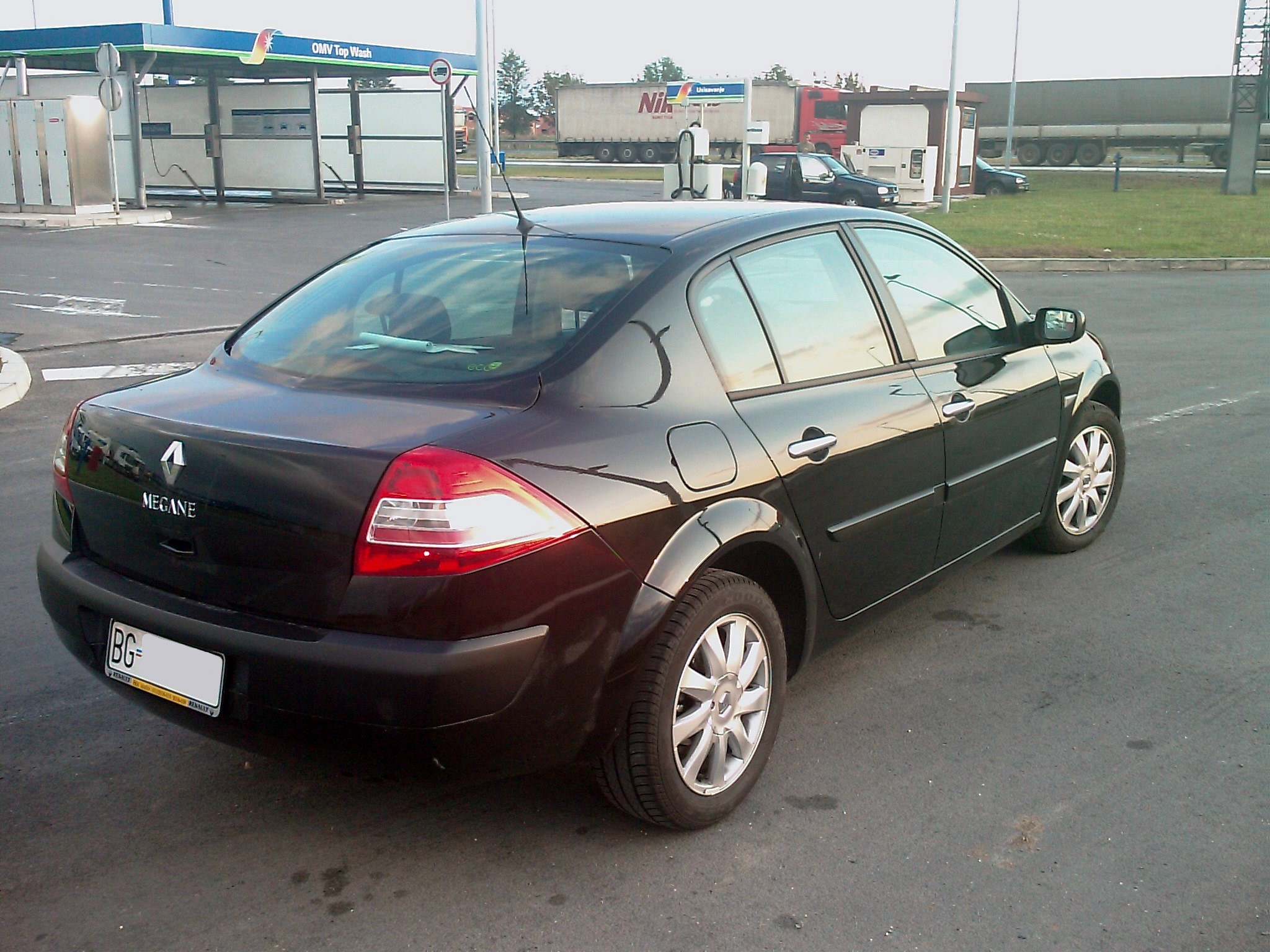
رنو مگان ۲۰۰۳–۲۰۰۹
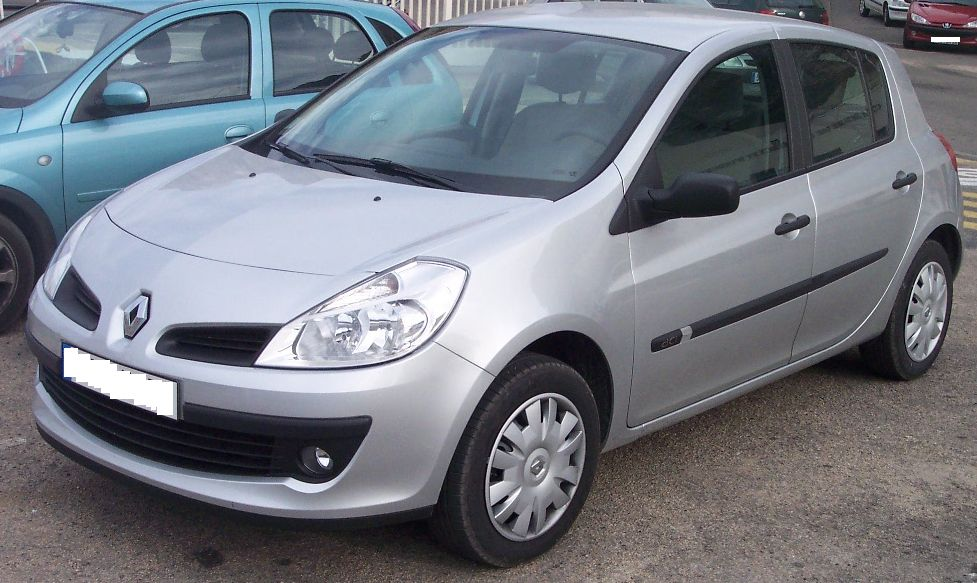
رنو کلیو since 2006
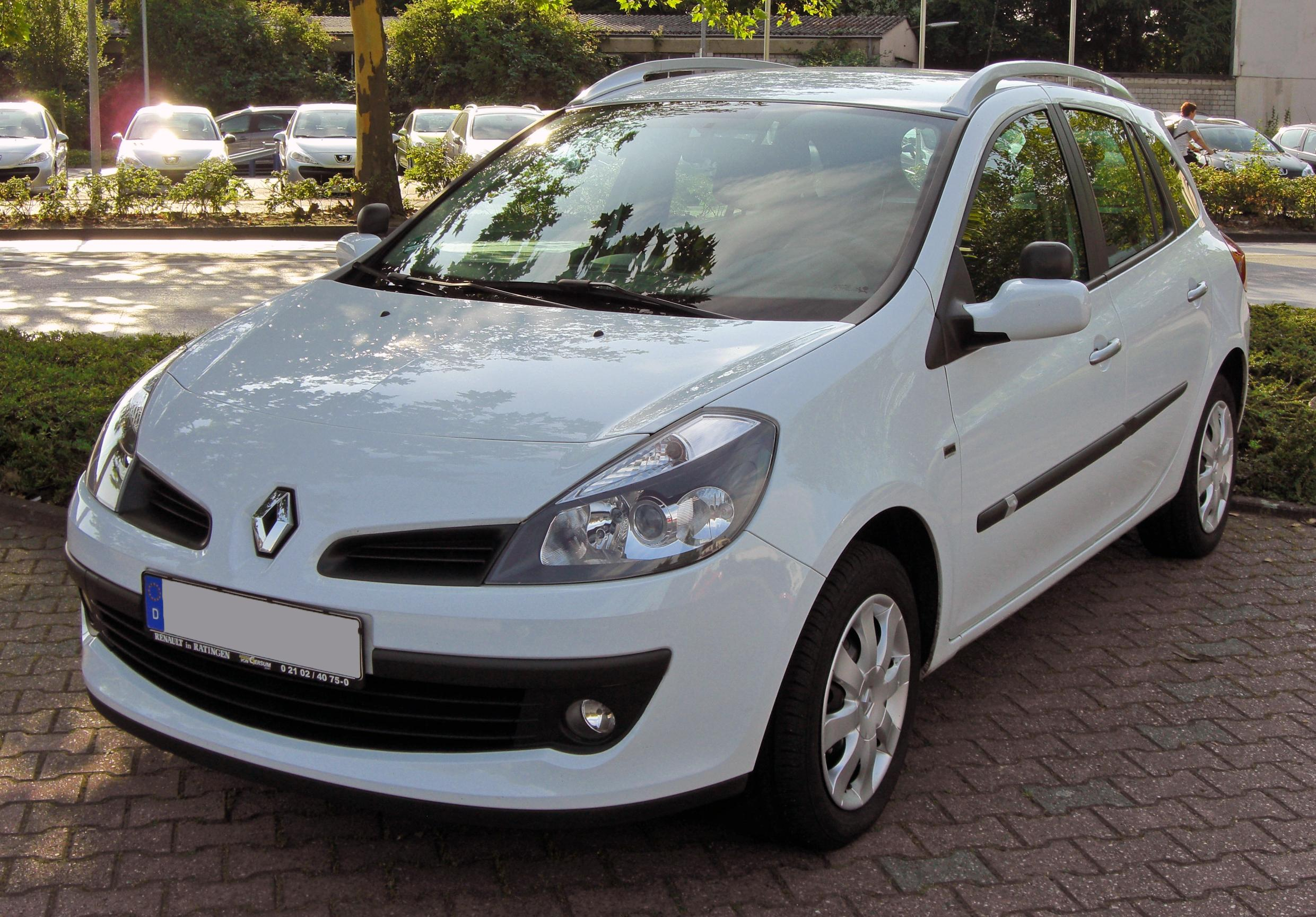
رنو کلیو since 2007
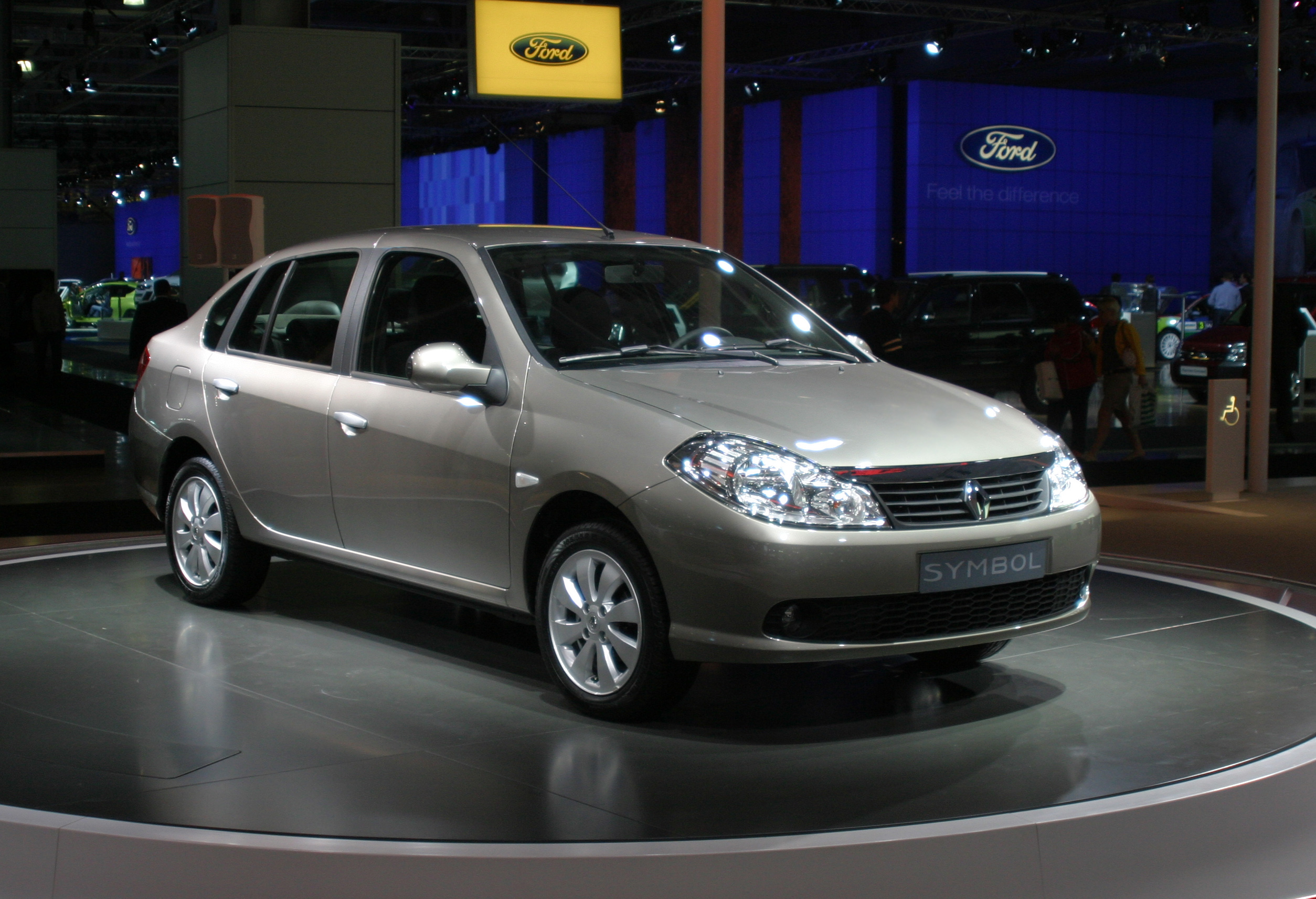
رنو سیمبل since 2008
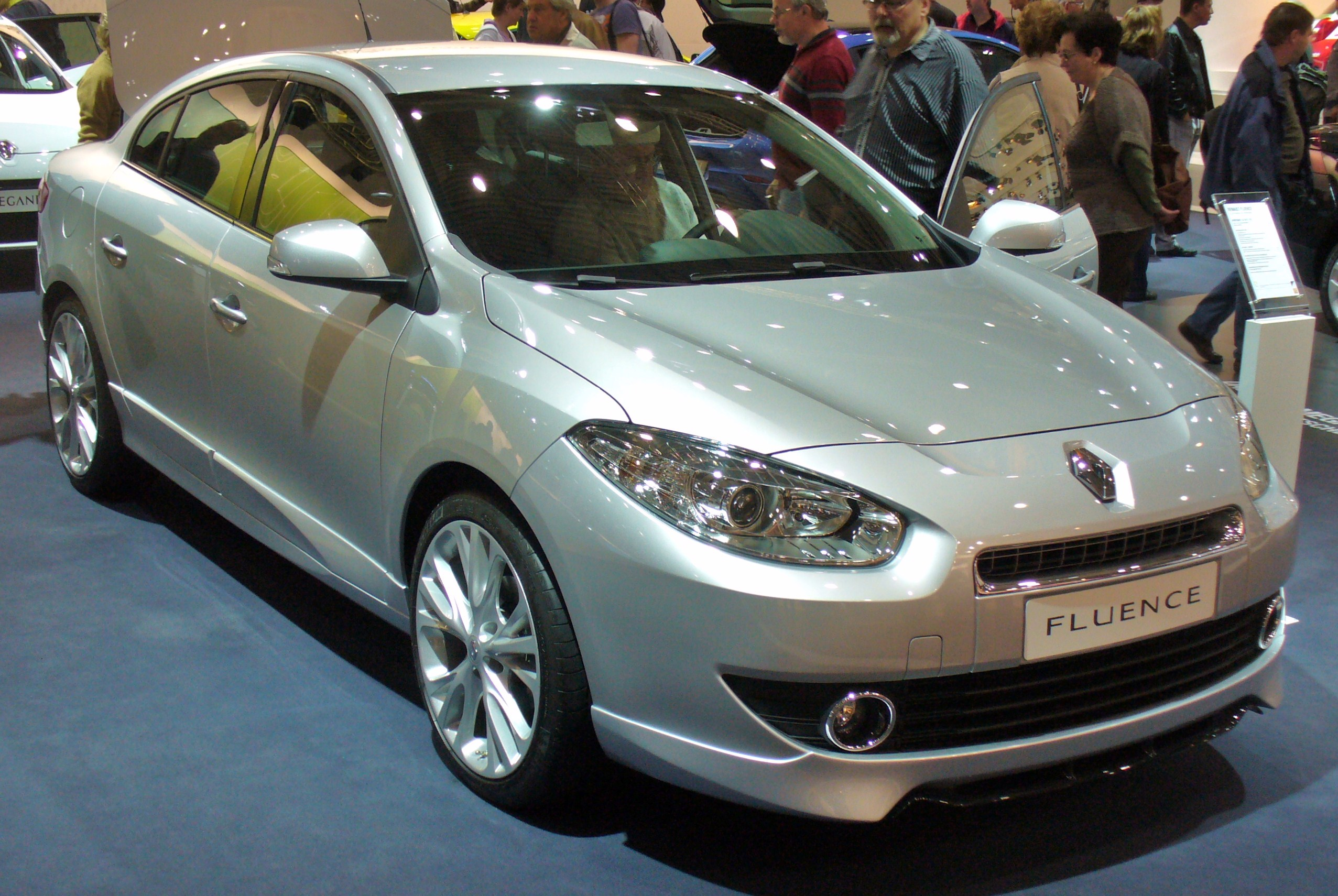
رنو فلیوینس since 2009
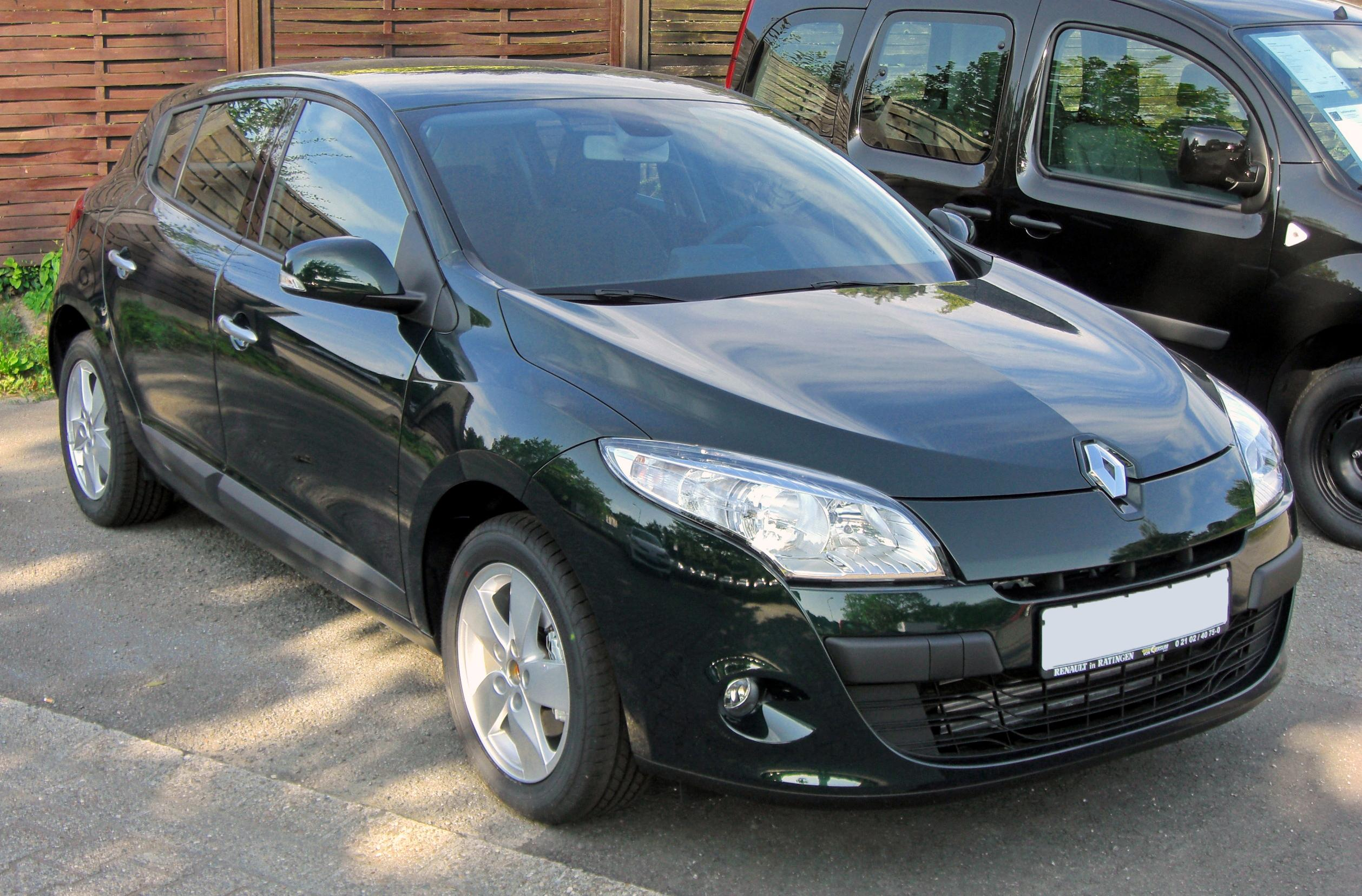
رنو مگان
since 2009